# Mario Pasquale Costa
Mario Pasquale Costa war der Künstlername von Pasquale Antonio Cataldo Maria Costa (* 24. Juli 1858 in Tarent; † 27. September 1933 in Montecarlo). Er war ein italienischer Komponist, Pianist und Tenor. Er ist der Komponist zahlreicher Operetten sowie bekannter Lieder der neapolitanischen Volksmusik.
Costas Familie übersiedelte 1865 nach Neapel und er studierte am dortigen Konservatorium bei Saverio Mercadante. Seine erste Komposition datiert von 1871, dann war Costa über 60 Jahre als Komponist von Operetten, Duetten, Hymnen, Märschen etc. tätig.
Die neapolitanische Volksmusik bereicherte Costa um „Klassiker“ wie Era de Maggio (1885), Scetate (1887) Lariulà (1888), Catarì (1892) und Serenata napulitana (1897).
Costa feierte auch internationale Erfolge, etwa in London.